# Великие Деревичи
Вели́кие Дереви́чи (укр. Великі Деревичі) — село на Украине, находится в Любарском районе Житомирской области.
Код КОАТУУ — 1823181801. Население по переписи 2022 года составляет 200 человек. Почтовый индекс — 13126. Телефонный код — 4147. Занимает площадь 35,935 км².

## Местный совет
13123, Житомирская область, Любарский р-н, с. Великие Деревичи, ул. Центральная, 6.